# Charles Lacy Sweet
Charles Lacy Sweet (24 de enero de 1861– 2 de noviembre de 1892) fue un jugador de tenis británico en los primeros años de Wimbledon. Fue semifinalista en el Campeonato de Wimbledon de 1887 en la categoría individual masculina. Estuvo activo durante diez años, desde 1882 hasta 1892, y ganó 11 títulos individuales.  Charles Lacy Sweet ganó 115 partidos y perdió 41 a lo largo de su carrera. Ganó aproximadamente el 64.3% de los partidos que jugó.

## Carrera
Lacy Sweet participó en los individuales de Wimbledon tres veces. En 1887, Sweet llegó a las semifinales antes de ceder a Ernest Renshaw un pase libre a la final de todos los participantes. En 1888, Sweet perdió su partido inaugural contra Herbert Wilberforce. En 1890, perdió en la primera ronda ante David Chaytor.
Sus éxitos individuales incluyen ganar once torneos entre 1882 y 1892, el Torneo de Tenis de Césped de Cirencester Park (1882-1883), el Abierto de Exmouth (1884), el Torneo de Tenis de Césped de Portishead (1883), el Torneo de Tenis de Césped del Condado de Sussex, el Abierto de East Grinstead (1884), el Abierto de Clifton (1882, 1884, 1886), Taunton (1889) y el Campeonato Internacional de Boulogne en tierra batida en 1890. Entre sus títulos de dobles se incluye el Torneo de Tenis de Césped de Mid Devon en Eggesford en 1883.

## Estilo de juego
Herbert Chipp escribió lo siguiente sobre C. Lacy Sweet: "Lacy Sweet, a quien ya he mencionado, fue otro excelente jugador. Su estilo era dominante y su juego se caracterizaba por una excelencia integral. Poseedor de un servicio por encima de la cabeza potente y preciso, un golpe de fondo severo, habilidades formidables en el voleo y el remate, y gran actividad, debería haber alcanzado la cima del árbol. Pero por una causa u otra, nunca pudo dedicar la atención seria e ininterrumpida al juego que el éxito en los torneos exige de sus seguidores. En consecuencia, sus actuaciones, aunque muchas de ellas fueron buenas, nunca alcanzaron del todo la promesa que ofrecían. Tuvo mucho éxito en dobles con Ernest Renshaw. Su muerte en 1892 fue tan inesperada como profundamente lamentada. La comunidad del tenis de césped no poseía un hombre más popular".